# 大村 (愛知県)
大村（おおむら）は、愛知県宝飯郡にかつてあった村。
現在の豊橋市の一部（大村町・長瀬町など）に該当する。

## 歴史
- 江戸時代末期、この地域は三河吉田藩領、寺社領などであった。
- 1878年（明治11年） - 大磯村、沖木村、住吉村、柴屋村が合併し、大村となる。
- 1884年（明治17年） - 大村と大蚊里村が合併し、大村となる。
- 1889年（明治22年）10月1日 - 大村と長瀬村が合併し、大村が発足。
- 1906年（明治39年）7月1日 - 下地町、鹿菅村と合併し、下地町が発足。同日大村は廃止。

## 教育
- 大村尋常小学校　（現・豊橋市立大村小学校）